# Palau de Nolla
El Palau de Nolla o Palauet de Nolla —també conegut com a Villa Yvonne— és un palauet situat a Meliana (Horta Nord). Destaca per haver-hi format part d'una secció de l'empresa de mosaics Nolla. Construït a finals del segle xvii, ha patit nombroses modificacions fins al seu abandonament als anys 80.

## Història
A finals del segle xvii una alqueria va ser construïda a la rodalia de Meliana. El cos principal de la construcció era de planta rectangular, aproximadament de 20 × 10 m. La seva tipologia era a dos mans, tradicional de aquestes terres, però adiccionalment hi havia una torre a la façana nord per la qual s'hi accedia a una planta superior emprat per l'assecament i l'emmagatzematge de productes. En canvi, la façana sud, la qual recau al barranc del Carraixet i feta amb pedra llaurada, constituïa la principal de l'alqueria. El 1844, arran la desamortització, la propietat fins ara d'ordre dominicà va passar a mans de la família burgesa valenciana Els Sagrera i la va reformar de manera notòria. El 1860 Miquel Nolla estava cercant un lloc per ubicar el seu projecte de fàbrica de mosaics i per això aprofita els terrenys i l'edifici de la seva dona Joana Sagrera i Guix, els quals passen a lluir un aspecte amb mosaics, fent l'època més significativa de l'edifici. El 1917 es van vendre les instal·lacions pels fills de Miquel a l'empresa suïssa Gardy S.A i des d'ençà hi va ser la residència del nou director Òscar Waetzig. La seva filla Yvonne Volozan va continuar ocupant l'edifici fins a la dècada dels 80, època en la qual va començar un procés d'enrumament fins avui dia, i aquesta és la raó del nom de la vila. El 1986 començaren els tràmits per la cessió de les propietats a l'Ajuntament de Meliana per part de la propietària del moment, Schneider Electric, procés que es va perllongar fins a l'any 2012, data de la cessió definitiva.
L'any 2010 es van iniciar treballs d'estudi del monument, amb la intenció d'evitar la seva ruïna, donat el seu alt nivell de deteriorament. Aquest treball, guardonat amb l' European Union Prize for Cultural Heritage / Europa Nostra Award 2012 ha permès planificar les intervencions a realitzar. Així, des de l'any 2011 s'hi estan realitzant periòdicament obres de restauració. Des de llavors, les diferents fases d'obra han consistit en la rehabilitació de les terrasses dels porxos (fase 1), la reconstrucció del cos que alberga el bany d'exposició (fase 2), la balustrada sud-est, els falsos sostres de planta primera i protecció contra aus (fase 3), la rehabilitació de la coberta nord (fase 4), la substitució del forjat de la cambra nord (fase 5), la rehabilitació de la coberta sud (fase 6), i la intervenció sobre els tres forjats del cos nord-est i el forjat de la torre (fase 8). Finalment, l'any 2020, gràcies al finançament dels fons FEDER, s'han reforçat o substituït els tres forjats restants, restaurat els falsos sostres de planta baixa, les façanes sud i est, col·locat la fusteria exterior, restaurat mosaics en planta baixa i primera, realitzat la majoria de la preinstal·lació elèctrica, i emplafonat la crugia baixa sud per a l'accés del públic (fase 9).
Actualment s'estan realitzant obres per a millorar l'accessibilitat per als vianants i ciclista al Barri de Nolla, millorant la seguretat en els accessos a l'edifici. L'ajuntament de Meliana continua treballant per a poder escometre noves fases de la restauració de l'edifici.

## L'exibició de l'empresa Nolla
El palauet és conegut per la seva època significativa com a empresa de mosaics. Miquel Nolla va decidir deixar l'alqueria com a part de les instal·lacions, emprant-la per exibir-ne als clients la bellessa i les possibilitats dels seus productes, des dels processos moderns pel que fa a la fabricació fins al resultat final d'aquests al pati del Palau, envoltats de mosaics bells i amb molta varietat. Ha estat visitada per membres de l'alta societat a la segona meitat del segle xix com les dinasties Romànov i Hohenzollern, els reis d'Espanya Amadeu I i Alfons XII, el General Prim, Blasco Ibáñez, el Poeta Querol i fins i tot diplomàtics com el Cònsul dels Estats Units. El conjunt de mosaics presents a l'edifici reflecteix els diferents tipus de dissenys que podien realitzar-se amb aquesta ceràmica. A més de la totalitat dels paviments, les composicions adornen nombrosos sòcols, la façana oest (la principal en aquella època), la façana nord (avui desaparegudes), i fins i tot la cúpula de la torre. Nombroses composicions parietals realcen igualment les façanes dels porxos. Un dels elements més destacables és, sens dubte, el retrat del fundador de l'empresa, situat a la part alta de la façana est, mirant així el pati de la fàbrica, acollint-ne els visitants.